# استریانو
استریانو (به ایتالیایی: Striano) یک کومونه در ایتالیا است که در استان ناپل واقع شده‌است.

## خصوصیات
استریانو ۷٫۶ کیلومترمربع مساحت و ۸٬۳۷۱ نفر جمعیت دارد و ۲۲ متر بالاتر از سطح دریا واقع شده‌است.

## خواهرخوانده
شهرهای San Lorenzello، سن سورو، فراتاماجوره، ویارجو و Montoro Inferiore خواهرخوانده‌های استریانو هستند.